# Höryda
Höryda är en by i Fridlevstads socken några kilometer norr om Fridlevstad i Karlskrona kommun.
Blekinge museum har bedrivit ett projekt för att så fullständigt som möjligt dokumentera byns historia etc.